# La Villita (Nuevo México)
La Villita es un lugar designado por el censo ubicado en el condado de Río Arriba en el estado estadounidense de Nuevo México. En el Censo de 2010 tenía una población de 957 habitantes y una densidad poblacional de 267,17 personas por km².

## Geografía
La Villita se encuentra ubicado en las coordenadas 36°6′4″N 106°3′20″O / 36.10111, -106.05556. Según la Oficina del Censo de los Estados Unidos, La Villita tiene una superficie total de 3.58 km², de la cual 3.53 km² corresponden a tierra firme y (1.52%) 0.05 km² es agua.

## Demografía
Según el censo de 2010, había 957 personas residiendo en La Villita. La densidad de población era de 267,17 hab./km². De los 957 habitantes, La Villita estaba compuesto por el 52.98% blancos, el 0.42% eran afroamericanos, el 3.24% eran amerindios, el 0.21% eran asiáticos, el 0% eran isleños del Pacífico, el 38.77% eran de otras razas y el 4.39% pertenecían a dos o más razas. Del total de la población el 87.04% eran hispanos o latinos de cualquier raza.